# Conostegia cuatrecasii
Conostegia cuatrecasii  (лат.) — вид двудольных растений рода Conostegia семейства Меластомовые (Melastomataceae). Впервые описан американским ботаником Генри Алланом Глисоном-ст. в 1945 году.

## Распространение, описание
Распространён от Панамы до Колумбии и Эквадора. В некоторых источниках описывается как эндемик Колумбии.
Дерево. Встречается на высоте от 30—350 м.